# Duitse Bundesländer vervolgserie
De Duitse Bundesländer vervolgserie is een reeks van 2 euro herdenkingsmunten die in de periode 2023 tot en met 2038 zal worden uitgegeven in aansluiting op de Duitse 'Bundesländer'-serie. 
Duitsland heeft in 2021 besloten dat de vervolgserie vanaf 2023 met een ongewijzigd thema zal worden uitgegeven.
In de vervolgserie zullen in totaal zestien 2 euro herdenkingsmunten worden uitgegeven die gezamenlijk alle deelstaten van Duitsland vertegenwoordigen. Er wordt ieder jaar een munt uitgegeven maar met 5 verschillende letters (ADFGJ) van de plaatsen waar ze geslagen worden. Iedere munt zal de regionale kenmerken van de deelstaten belichten. Zo heeft de munt van Hamburg bijvoorbeeld de Elbphilharmonie als afbeelding. Ook in deze serie voert in het jaar waarin een bepaalde deelstaat-munt wordt uitgegeven, de desbetreffende staat het voorzitterschap van de Bondsraad.
| Tabel met een overzicht van de zestien munten | Tabel met een overzicht van de zestien munten | Tabel met een overzicht van de zestien munten | Tabel met een overzicht van de zestien munten                               | Tabel met een overzicht van de zestien munten |
| Jaar                                          | #                                             | Deelstaat                                     | Ontwerp                                                                     | Afbeelding                                    |
| --------------------------------------------- | --------------------------------------------- | --------------------------------------------- | --------------------------------------------------------------------------- | --------------------------------------------- |
| 2023                                          | 1                                             | Hamburg                                       | De Elbphilharmonie in Hamburg                                               |                                               |
| 2024                                          | 2                                             | Mecklenburg-Voor-Pommeren                     | De Königsstuhl in het Nationaal Park Jasmund op het eiland Rügen            |                                               |
| 2025                                          | 3                                             | Saarland                                      | De Saarschleife, de meander in de rivier de Saar bij Mettlach               |                                               |
| 2026                                          | 4                                             | Bremen                                        | Klimahaus Bremerhaven 8° Ost                                                |                                               |
| 2027                                          | 5                                             | Noordrijn-Westfalen                           | Dom van Aken                                                                |                                               |
| 2028                                          | 6                                             | Beieren                                       | Nürnberger Burg                                                             |                                               |
| 2029                                          | 7                                             | Baden-Württemberg                             | Bedevaartskerk van Birnau                                                   |                                               |
| 2030                                          | 8                                             | Nedersaksen                                   | Fagusfabriek in Alfeld                                                      |                                               |
| 2031                                          | 9                                             | Hessen                                        | Herculesmonument met bergpark Wilhelmshöhe                                  |                                               |
| 2032                                          | 10                                            | Saksen                                        | Göltzschdalbrug                                                             |                                               |
| 2033                                          | 11                                            | Rijnland-Palts                                | Slot Hambach                                                                |                                               |
| 2034                                          | 12                                            | Berlijn                                       | Berliner Tiergarten met overwinningszuil                                    |                                               |
| 2035                                          | 13                                            | Sleeswijk-Holstein                            | Lange Anna van Helgoland                                                    |                                               |
| 2036                                          | 14                                            | Brandenburg                                   | Spreewald-illustratie (rivier met boot en steker in Sorbische klederdracht) |                                               |
| 2037                                          | 15                                            | Saksen-Anhalt                                 | Dom van Naumburg met stichtersfiguur Uta van Ballenstedt                    |                                               |
| 2038                                          | 16                                            | Thüringen                                     | Bauhaus-Universiteit Weimar                                                 |                                               |